# Redoute (Spa)
Pour les articles homonymes, voir Redoute.
 (octobre 2010).
Si vous disposez d'ouvrages ou d'articles de référence ou si vous connaissez des sites web de qualité traitant du thème abordé ici, merci de compléter l'article en donnant les références utiles à sa vérifiabilité et en les liant à la section « Notes et références ».
La Redoute de Spa (Café de l'Europe) fut érigé en 1762. Aujourd'hui, le casino de Spa qui lui a succédé est le centre majeur de la vie culturelle et touristique de la ville d'eau et est considéré comme étant le plus vieux casino du monde,.

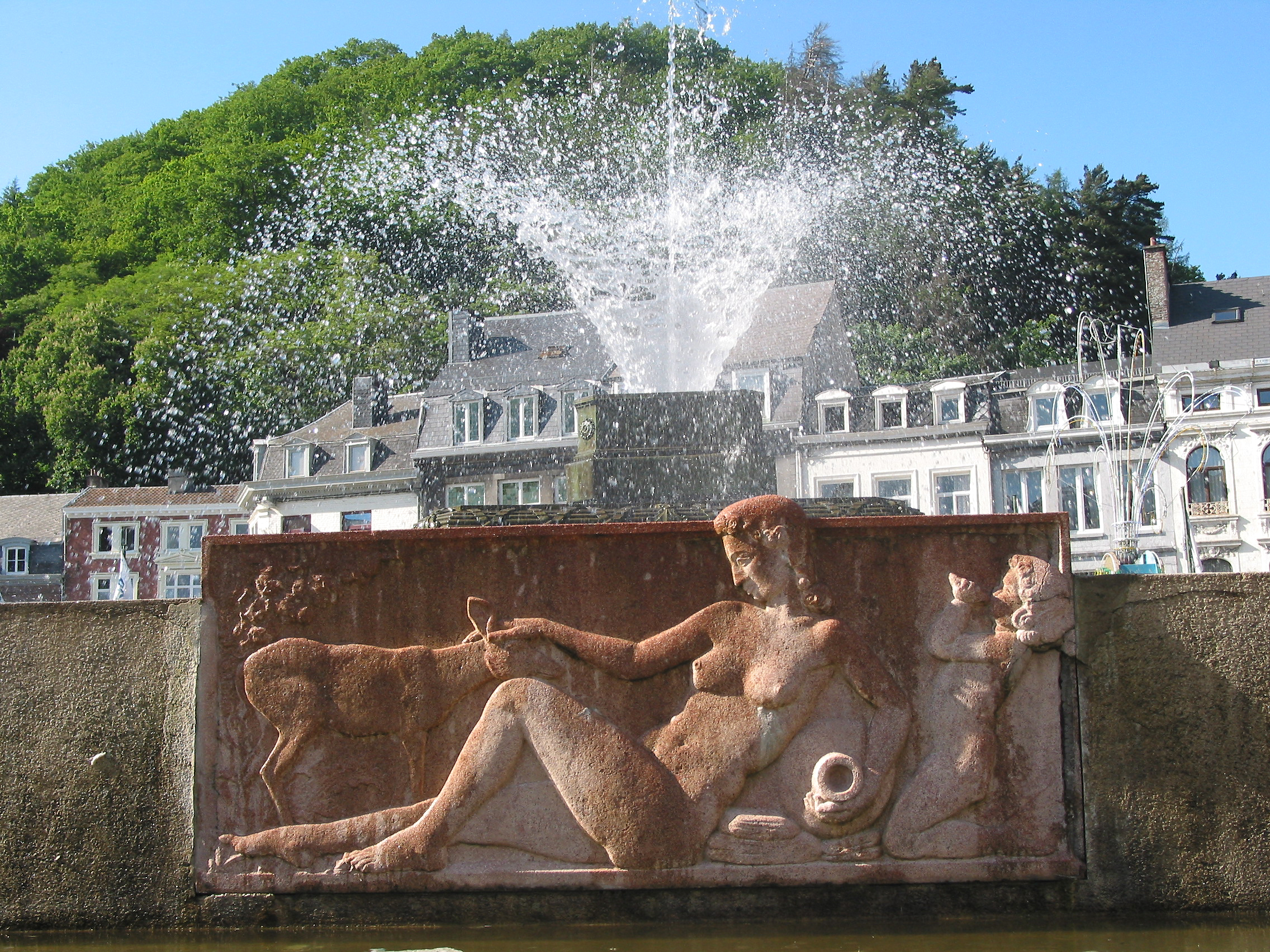
Fontaine du Casino de Spa

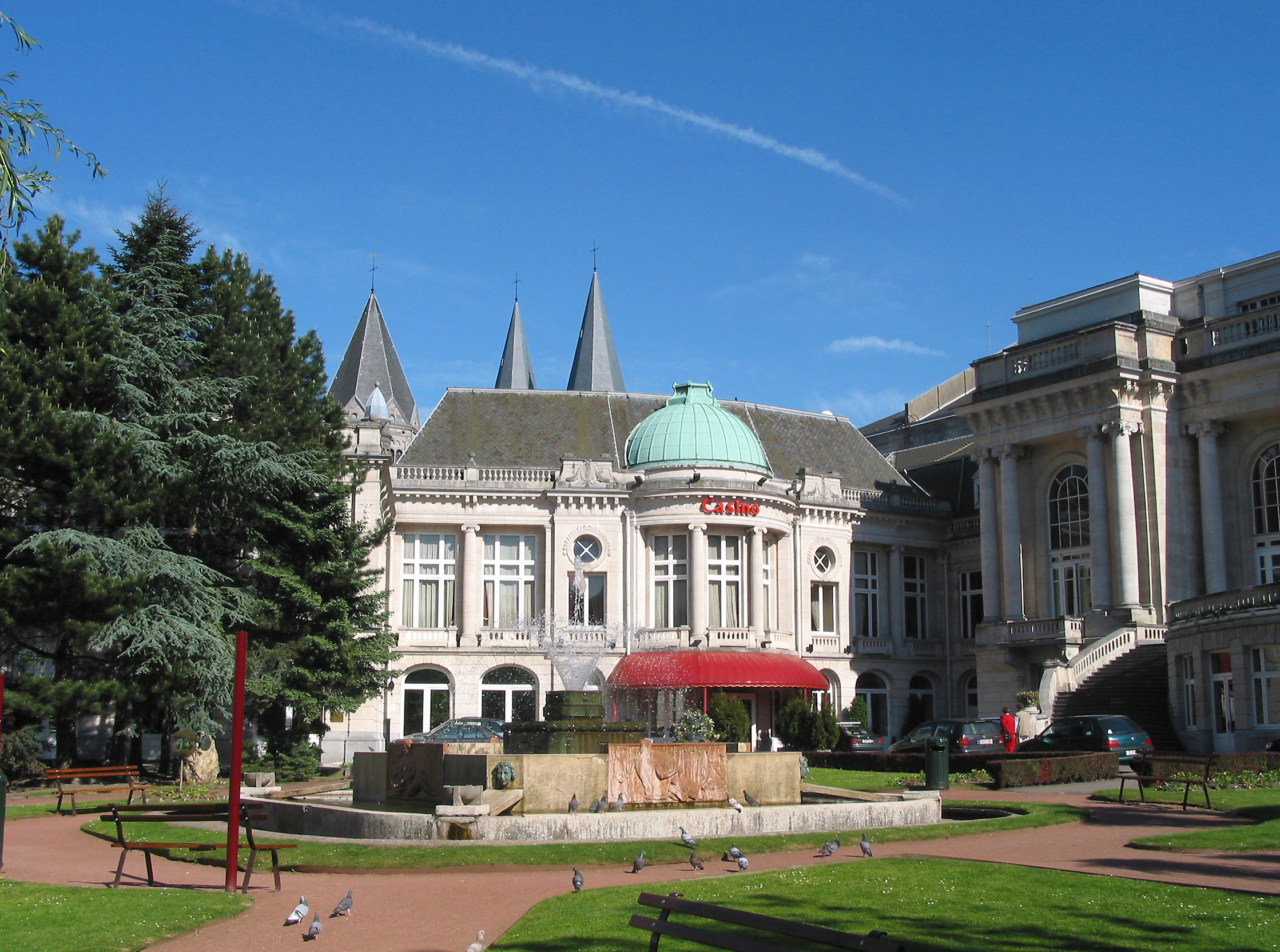
Jardins du Casino de Spa

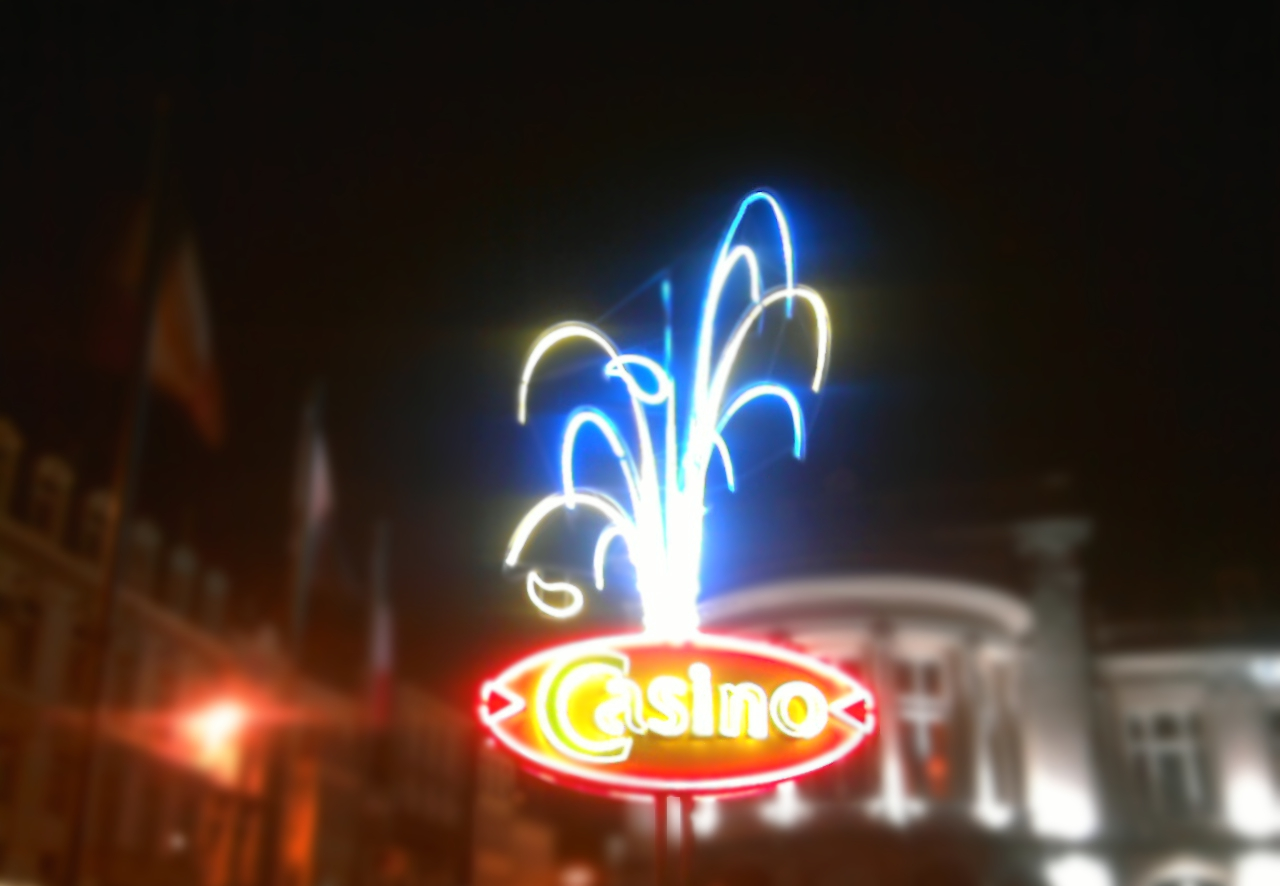
Enseigne lumineuse devant le Casino de Spa

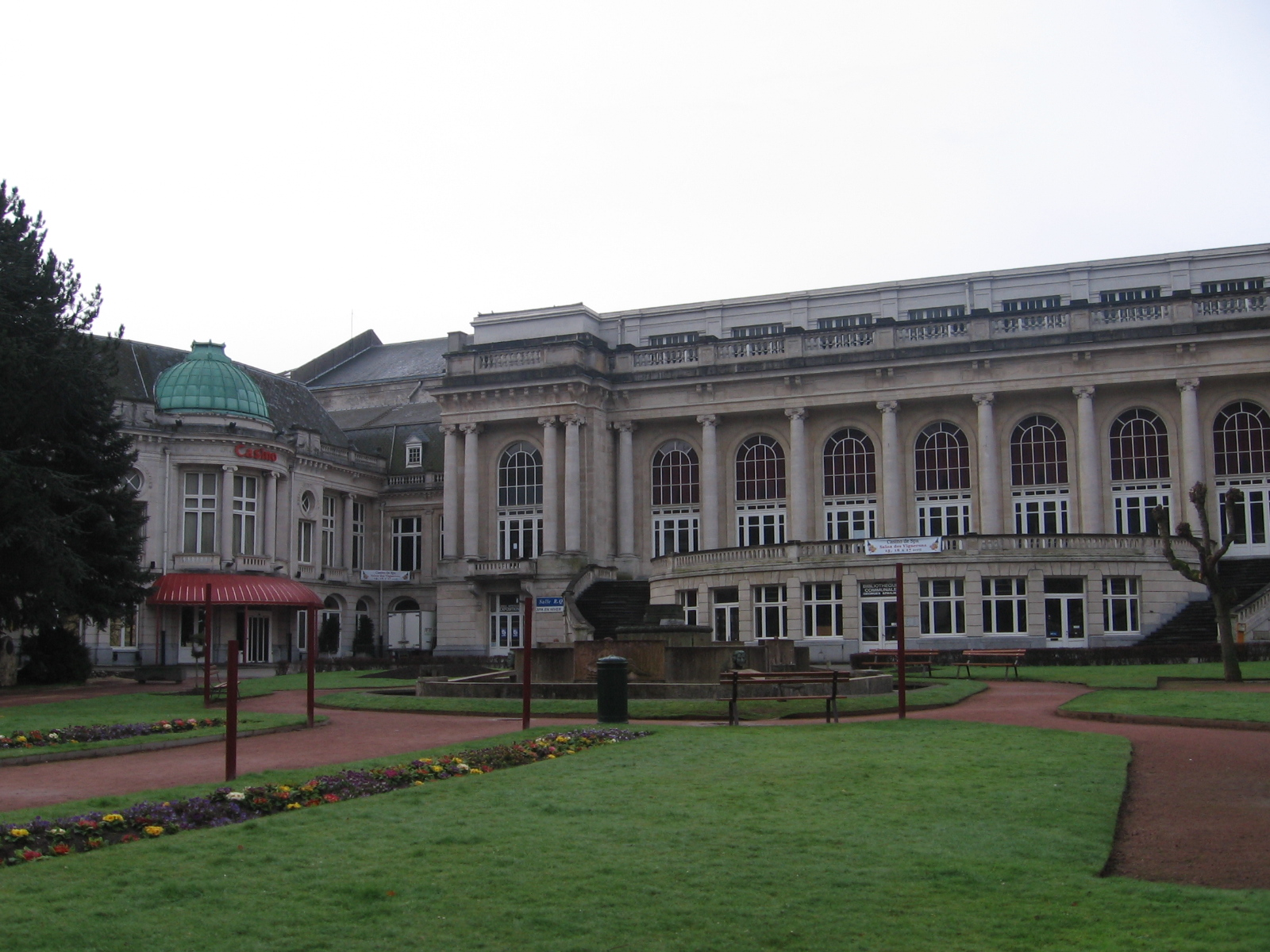
Grande salle du Casino de Spa

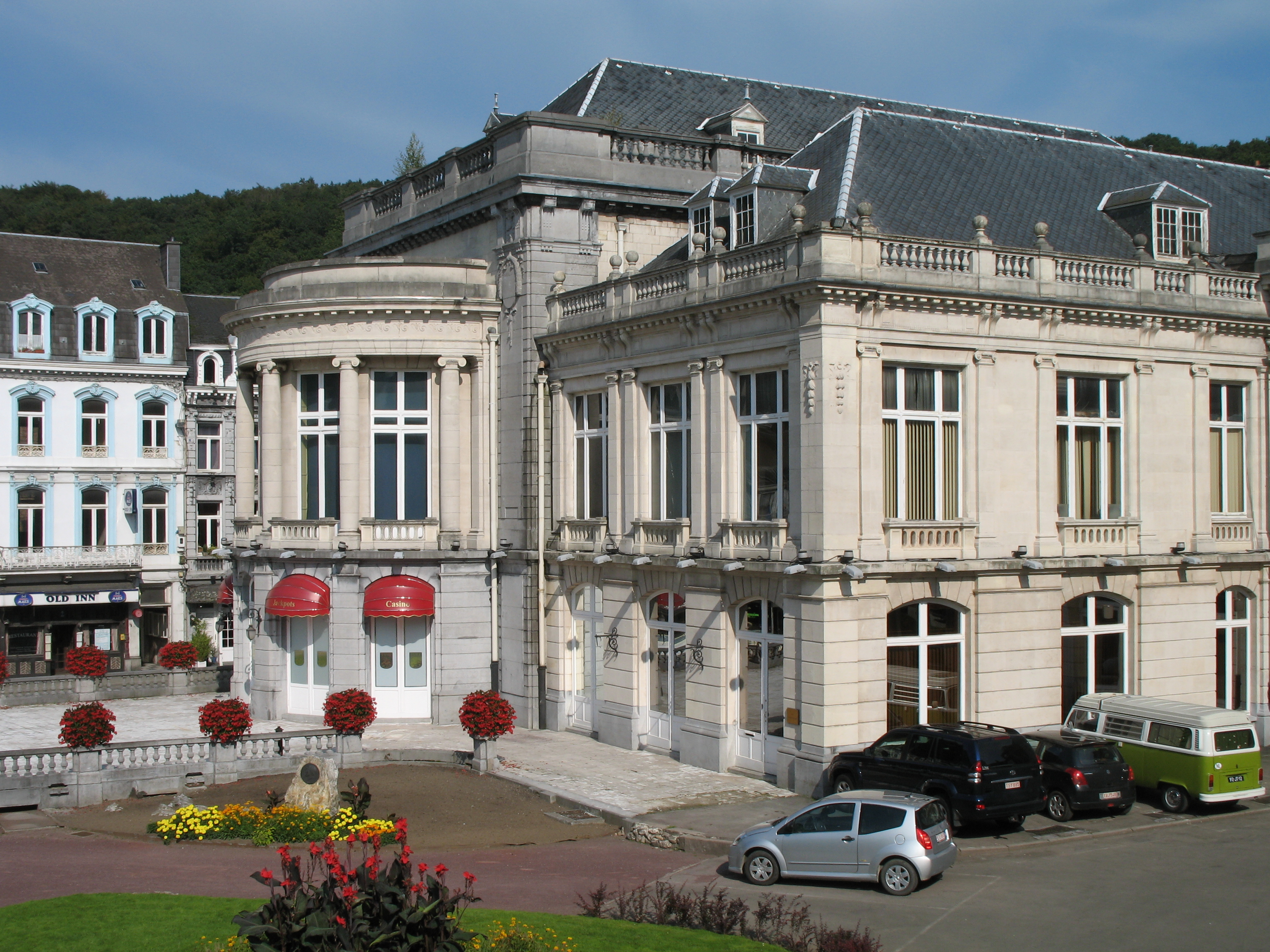
Une partie du casino et des jardins

## Origine

### Maison d’assemblée
Lorsqu’en 1760 Lambert Xhrouet devint conseiller et cobourgmestre avec Gérard de Leau des plaintes circulaient parmi les nobles bobelins et même auprès des autorités du bourg, notamment sur l’inexistence d’une salle de jeux et de bal suffisamment grande et confortable devant l’affluence de plus en plus grandes des « curistes ». La pratique du jeu à Spa comme dans les capitales européennes était largement répandue. Les jeux de cartes et autres y étaient couramment pratiqués dans des « salons de société » plus ou moins bien organisés. 
Lambert Xhrouet, pour sa part, devait sans nul doute être convaincu du bien-fondé de ces plaintes si l’on voulait garantir le développement poursuivi des activités de la cité bénéficiant du séjour des nobles bobelins. Après avoir vu le confort des cours de Londres, Vienne, Bruxelles, Paris, Versailles et Bayreuth, cela était une évidence. De plus depuis plusieurs années déjà, la concurrence se faisait entendre à Aix-la-Chapelle et ailleurs en Europe pour attirer cette noble clientèle qui venait à Spa. 
En imaginant créer à Spa une grande et luxueuse maison d’assemblée qui comprendrait salles de bal, de jeux et de théâtre, c’est le premier « casino » moderne du continent qui allait naître.

### Décision et construction
En 1761, les cobourgmestres de Leau et Xhrouet firent décréter par le Magistrat la construction de la Redoute. Le Magistrat décida de l’édifier dans le centre du bourg. L’idée était que la réalisation de cette maison d’assemblée répondant aux besoins des bobelins pourrait être érigée par la communauté dont le profit irait aux spadois et premièrement aux nécessiteux du bourg. Peu après l’engagement des travaux de construction, la communauté sembla douter des bénéfices d’un tel investissement public et penser que la charge financière serait trop lourde pour le budget communal des 3 000 habitants. Une consultation des spadois eut lieu le 15 mai 1763. Ils refusèrent que la charge d’investissement à risque nécessaire à un tel bâtiment aille à la communauté. C’est alors à parts égales que Lambert Xhrouet et Gérard de Leau (1726-1788), s’associent à Jean-Philippe de Limbourg (1726-1811), médecin renommé de Spa et Jean-N. Nizet, marchand de vin à Liège. Ils reprennent l’entreprise à leurs comptes tout en remboursant les sommes déjà engagée par la communauté et en s’engageant à verser 30 % des éventuelles bénéfices au prince-évêque de Liège qui leur accordait le privilège exclusif pour 50 ans. Les travaux de construction devront durer une petite dizaine d’années.

### Architecture

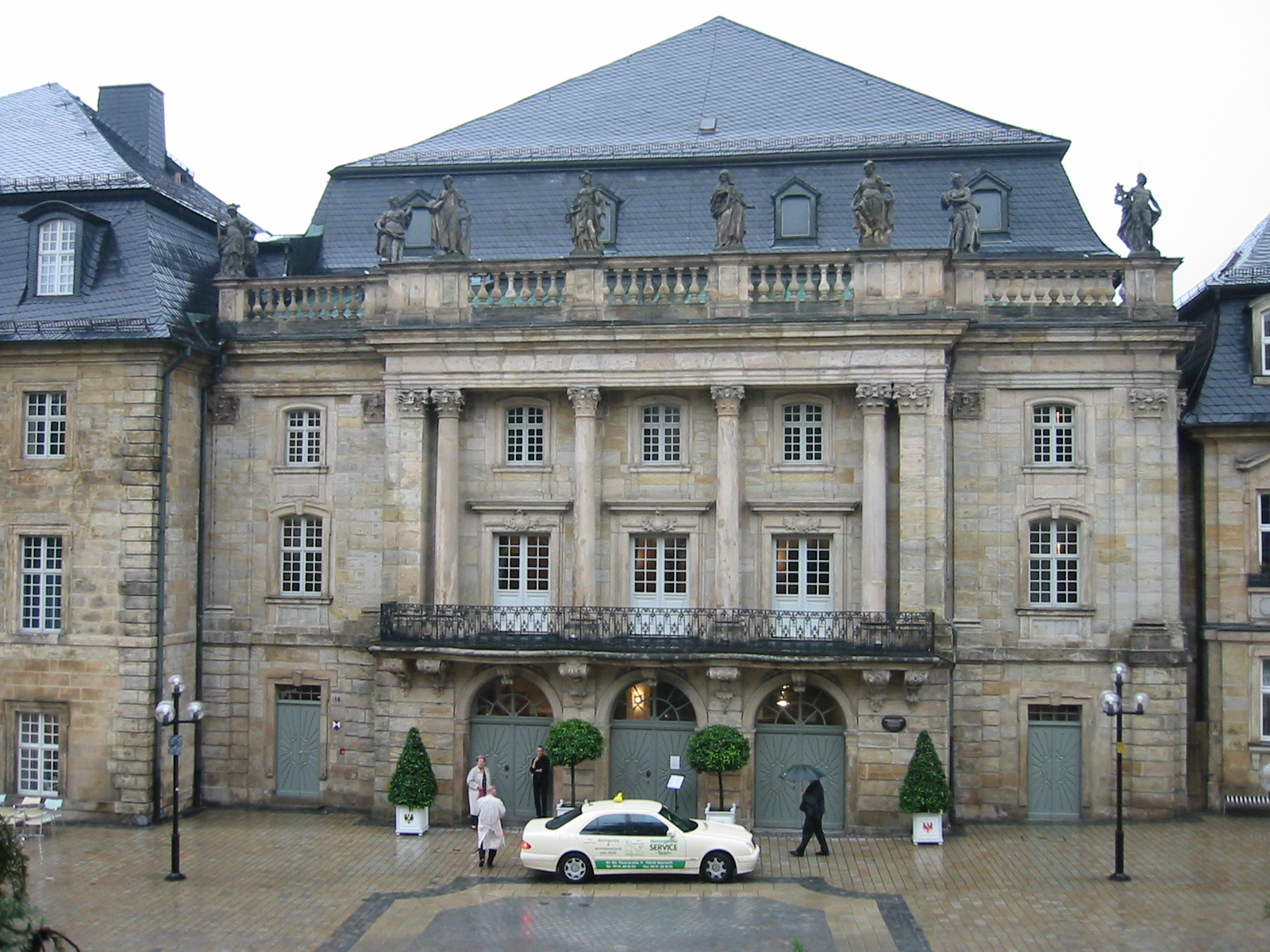
Opéra de Bayreuth

Les associés confièrent la construction à l’architecte liégeois renommé, Barthélémy Digneffe (1724-1784), et à des décorateurs italiens spécialisés dans la décoration de palais. Il s’agit plus que probablement des Bibiena, famille d’architectes bolonaise, qui a réalisé la décoration de l’Opéra de Bayreuth que Lambert Xhrouet a visité. La Redoute de Spa était, d’après les dires de contemporains, la plus jolie et la mieux entretenues des maisons d’assemblée d’Europe. Elle est qualifiée alors de « délicieuse bonbonnière blanc et or ». Elle comprenait une salle de bal, un théâtre et une salle de jeux. La Redoute créa à Spa une ambiance d’élégance et de luxe qui avait manqué jusque-là pour répondre aux attentes de ses illustres hôtes.

### Appellation
La Redoute fut appelée ainsi car Paris avait vu s’ériger vers 1765 des sortes d’établissements ou de cercles où le beau monde se réunissait pour jouer, danser et boire. Voltaire, dans son histoire de Russie, emploie le mot italien ridotti en parlant de ces assemblées. Ce mot fut ensuite improprement traduit par les gazetiers de l’époque en Redoute et repris comme tel dans la langue française et bien d’autres langues pour qualifier les nouvelles maisons d’assemblée un peu partout en Europe. Ce mot poursuivra sa vie puisqu’on le retrouve encore aujourd’hui à Vienne dans la langue allemande mais où il désigne le célèbre bal masqué qui se donne chaque année au palais impérial : le Rudolfina Redoute.
Le mot Redoute, plus à la mode, fut préféré à celui de Casino, mot italien (Venise, 1626), désignant moins la maison d’assemblée que la maison de jeux, de casa « maison », casini « petites maisons », « maison de campagne » et qui deviendra rapidement synonyme de vice et perdition, lieu où se faisait tout ce qui était interdit.
Le mot Redoute nous vient de l’italien (1569) Ridotto « refuge, abri » et du latin Reductus « retiré », le mot désignait anciennement un petit ouvrage de fortification militaire isolé, de forme carré. Les blockhaus ont remplacé les redoutes. Dans son acception de lieu où l’on donne des fêtes et des bals, il apparaît en 1752.

### Bénéfices et concurrence
Les bénéfices furent considérables et entraînèrent une vague de nouveaux investissements dans Spa. De nombreux nouveaux et luxueux hôtels furent construits. De Leau et Xhrouet érigent parmi les plus grands tels le Grand Hôtel, actuel hôtel de ville, l’hôtel de Lorraine, ou l’hôtel Bellevue.
En concurrence à l’érection (1763) de la maison d’assemblée La Redoute, premier casino moderne du continent européen[réf. nécessaire], le Waux-Hall de Spa ouvre ses portes en 1770 malgré l’octroi exclusif accordé à la première par le prince-évêque. Cette polémique donne naissance à l'« affaire des jeux de Spa » qui voit naître un accord entre les deux premières maisons d’assemblée. Il se bâtit en 1785 une troisième maison concurrente, le salon Levoz. Toute cette affaire constitue une des causes de la révolution liégeoise de 1789.

## Heurs et malheurs
De l’inauguration de la Redoute en 1771 à la révolution liégeoise en 1789, Spa connut son âge d’or. L’arrêt brutal de la fréquentation de Spa par les nobles bobelins, donna un coup de massue à la ville d’eau. Sous le régime napoléonien, c’est l’incendie des 2/3 de la ville en 1807 qui ruina les espoirs de reprise. Il faudra attendre l'époque du royaume uni des Pays-Bas en 1820 et l’intérêt de leurs souverains pour Spa, pour voir renaître l’activité, relancée ensuite par l’indépendance belge en 1830. Les questionnements des gouvernements catholiques sur l’interdiction des jeux donnèrent, en 1872 et 1902, de nouveaux coups de boutoir au Casino de Spa. Et comme l’histoire parfois s’acharne, c’est l’incendie partiel du Casino en 1909 et 1917, qui rappela que rien n’est jamais acquis mais que la volonté triomphe toujours de la difficulté. Aujourd’hui, le Casino de Spa est un centre majeur de sa vie culturelle et touristique.

### Révolution liégeoise de 1793
L’« affaire des jeux de Spa, » sera à l’origine de la révolution liégeoise. Le privilège donné par le prince-évêque de Liège aux associés de la Redoute, contre monnaie sonnante et trébuchante, puis les procès faits entre la Redoute et leur concurrent du Waux-Hall, fort de ce privilège, enfin l’arrivée d’un troisième concurrent, le salon Levooz, remettant une nouvelle fois le privilège en question, furent l’objet d’âpres discussions politiques en principauté de Liège. Celles-ci, donnèrent lieu à une stigmatisation de l’Ancien Régime et l’élément déclencheur de la révolution liégeoise.
La ville de Spa, dans son ensemble, connu alors les épisodes révolutionnaires et contre-révolutionnaires, passant de son âge d’or, à son pain gris.

### Incendie de Spa de 1807
En 1807, Spa dut faire face au plus grand incendie qu’elle connut et qui ravagea 2/3 de la cité ; 195 maisons et 150 granges, hangars, etc. Le bien connu Joseph Fouché, duc d’Otrante, fait parvenir alors au Préfet du département français de l’Ourthe dont dépend Spa, M.. Micoud-Dumont, un décret de Napoléon signifiant que les revenus des jeux de la ville de Spa, seraient consacrés pendant dix ans au soulagement des personnes qui ont souffert de l’incendie. Mais par ailleurs, Spa ne suscite guère l’intérêt de Napoléon, la jugeant trop « anglophone ».

### Maison d’Orange en 1820 et indépendance belge en 1830
Les nouveaux souverains des Pays-Bas marqueront un intérêt particulier pour Spa et y séjourneront plusieurs fois, lui donnant par là un nouvel élan. C’est à eux que l’on doit notamment la construction de l’actuel bâtiment du pouhon Pierre le Grand. L’indépendance belge créa un sursaut supplémentaire à l’activité de la ville d’eau et à son Casino. À partir de 1830, la Redoute reprend une part de prospérité notamment sous la direction du concessionnaire français Davelout.

### Interdictions des jeux de 1872 et 1902
Les considérations politiques des gouvernements belges de l’époque, imposèrent au pays et à Spa, les fermetures de son établissement de jeux et par là, une diminution de son activité, malgré l’émergence des Bains de Spa en 1862 et de sa renommée balnéaire internationale. À partir de 1885, ont revient à une situation antérieure à 1872 plus favorable mais une nouvelle interdiction des jeux en 1902 cause un nouveau retour en arrière.

### Incendies de 1909 et 1917
De 1904 à 1910, une série de grands travaux furent alors confiés à l’architecte français Alban Chambon, auteur également de l’hôtel Métropole de Bruxelles. Une nouvelle salle de bals et de fêtes, le Kursaal, fut terminée en 1908 mais fut complètement détruite par un incendie en 1909 et reconstruite en 1910 tel que nous la connaissons actuellement. Le théâtre de la Redoute de 1769 qui avait résisté jusque-là aux vicissitudes de l’histoire, parti en fumée en février 1917, sous occupation allemande. Les travaux de reconstruction durèrent jusqu’en 1929 et le nouveau Petit théâtre actuel s’inspira de son aïeul du XVIIIe siècle.

## Aujourd'hui
Bâti sur les fondations de la Redoute, au cœur de la cité, le terme « Casino de Spa » a été gardé pour désigner l’ensemble du bâtiment d’un seul tenant, qui abrite le Théâtre de Spa, des salles polyvalentes pour des activités culturelles et de divertissements et, tout autant, un casino au sens contemporain du terme. Le 1er septembre 2005, par convention, la gestion et l’animation des salles du Casino de Spa ont été confiées au Centre culturel de Spa. Le théâtre a été rénové en 2005 et est appelé « Petit théâtre Jacques Huisman » (450 places) en mémoire du fondateur du Festival de théâtre de Spa.
Le casino a été rénové en 2010 pour un coût d'un million d'euros. De nouvelles machines à sous provenant directement de Las Vegas, quasiment inédit en Europe. Des tables de Poker Hold'em électroniques, une terrasse ouverte en permanence, une nouvelle entrée, etc.